# Улица Тапешу
Улица Та́пешу (латыш. Tapešu iela — в переводе Обойная) расположена в левобережной части города Риги, в Курземском районе. Начинается под путепроводом улицы Калнциема и пролегает вдоль железнодорожной линии Засулаукс — Болдерая, постепенно меняя направление с северо-западного на северное, до улицы Слокас.
Проходит также под путепроводом Юрмалас гатве. Начальная, южная часть улицы Тапешу (до Юрмалас гатве) относится к историческому району Засулаукс, северная часть — к району Дзирциемс.

## История
Улица Тапешу впервые упоминается в списках городских улиц в начале 1880-х годов под названием Обойная улица (нем. Tapetenstrasse). Латышский вариант названия стал официальным в 1923 году, других переименований улицы не было. Название улицы происходит от располагавшейся здесь обойной фабрики, известной с 1884 года.
В 1978 году по улице была проложена двухпутная линия трамвая (в настоящее время используется маршрутом № 8).

## Транспорт
Общая длина улицы Тапешу составляет 1868 метров, разрешено движение в обоих направлениях. Разные отрезки улицы имеют разное покрытие (булыжное, асфальтовое, гравийное); на некоторых участках проезжая часть отсутствует.
Над улицей проходят виадуки улицы Калнциема и Юрмалас гатве.
Почти по всей длине улицы Тапешу (от перекрёстка с ул. Кулдигас до дома № 50) проложена трамвайная линия, заканчивающаяся одноимённой остановкой и разворотным кольцом.

## Застройка
Нумерация домов на улице Тапешу не имеет разделения на чётную и нечётную стороны, так как застроена только одна (восточная) сторона улицы; по другой стороне проходит железная дорога. Однако дом № 5 расположен за железнодорожной линией.
В начале улицы сохранилось несколько зданий начала XX века.
- Дом № 1 — вокзал железнодорожной станции Засулаукс (историческое название Зассенгоф, 1912, вместо первого деревянного вокзала 1877 года[8]).
- Дом № 3 — бывший особняк торговца Эрнеста Шоха (1908, архитектор П. Тир).
- Дома № 10, 11 и 12 — три здания пансионов в швейцарском стиле (1912).

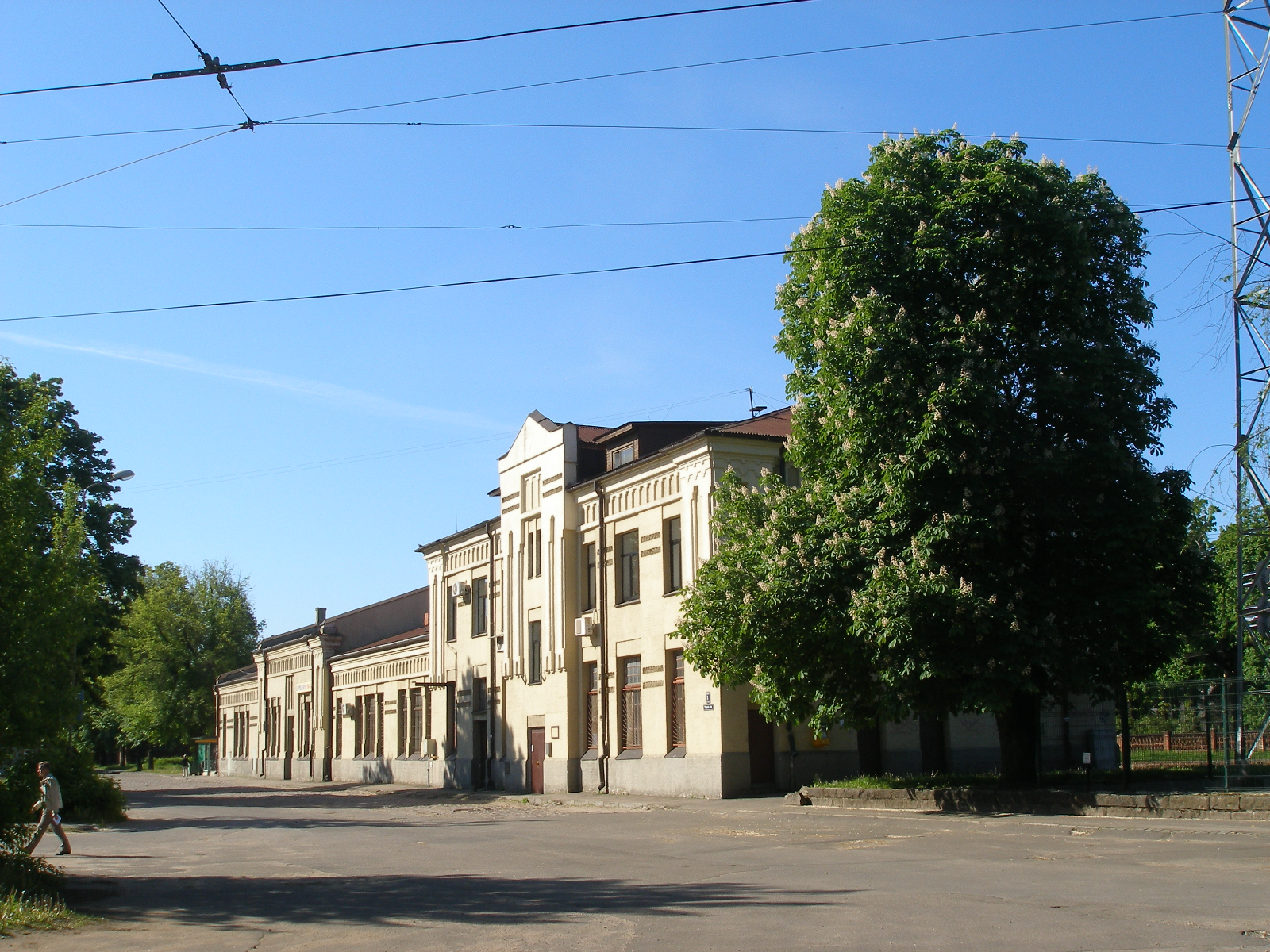
Ул. Тапешу и станция Засулаукс
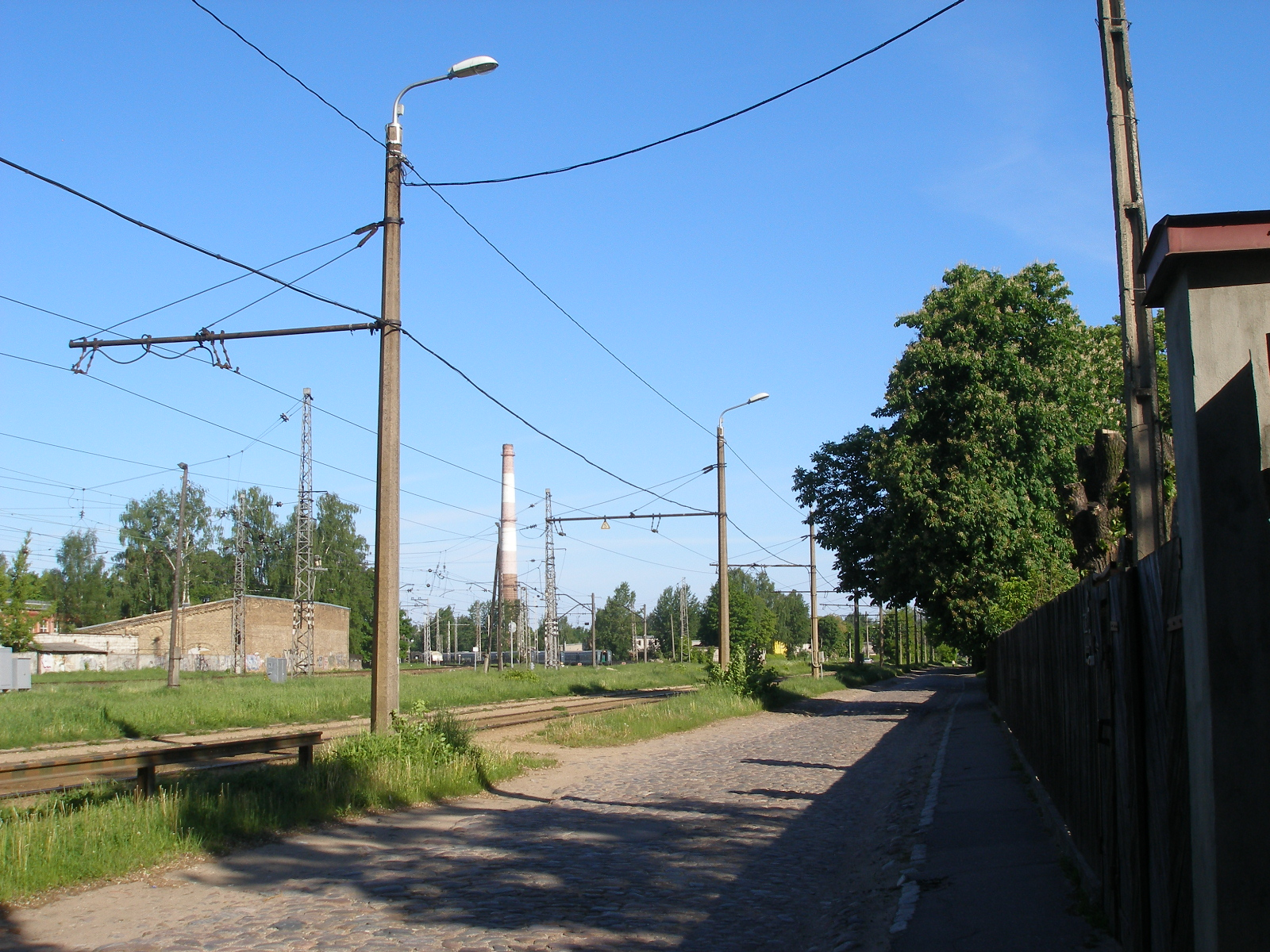
Вид от дома № 6
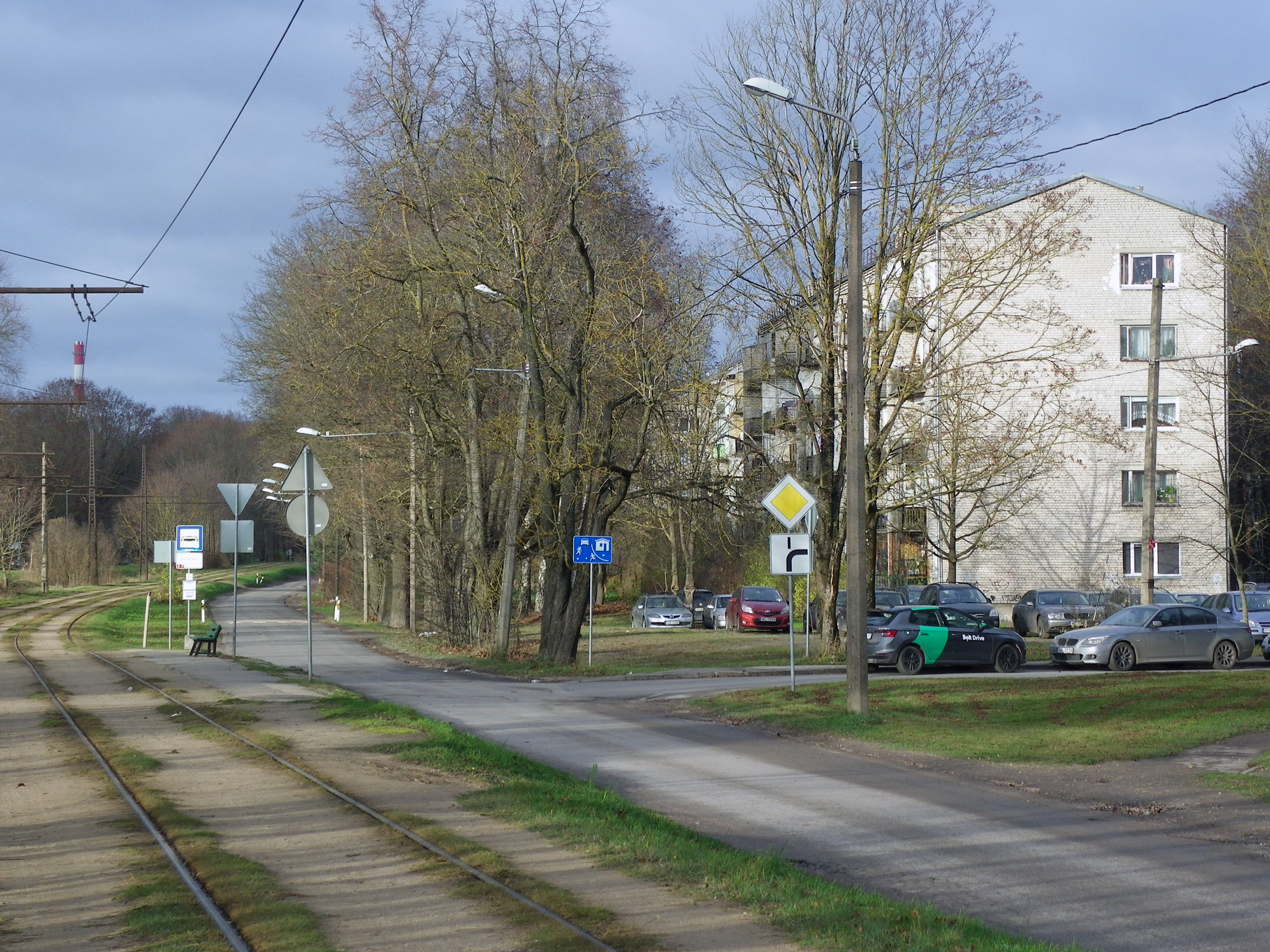
Перекрёсток с ул. Элвирас
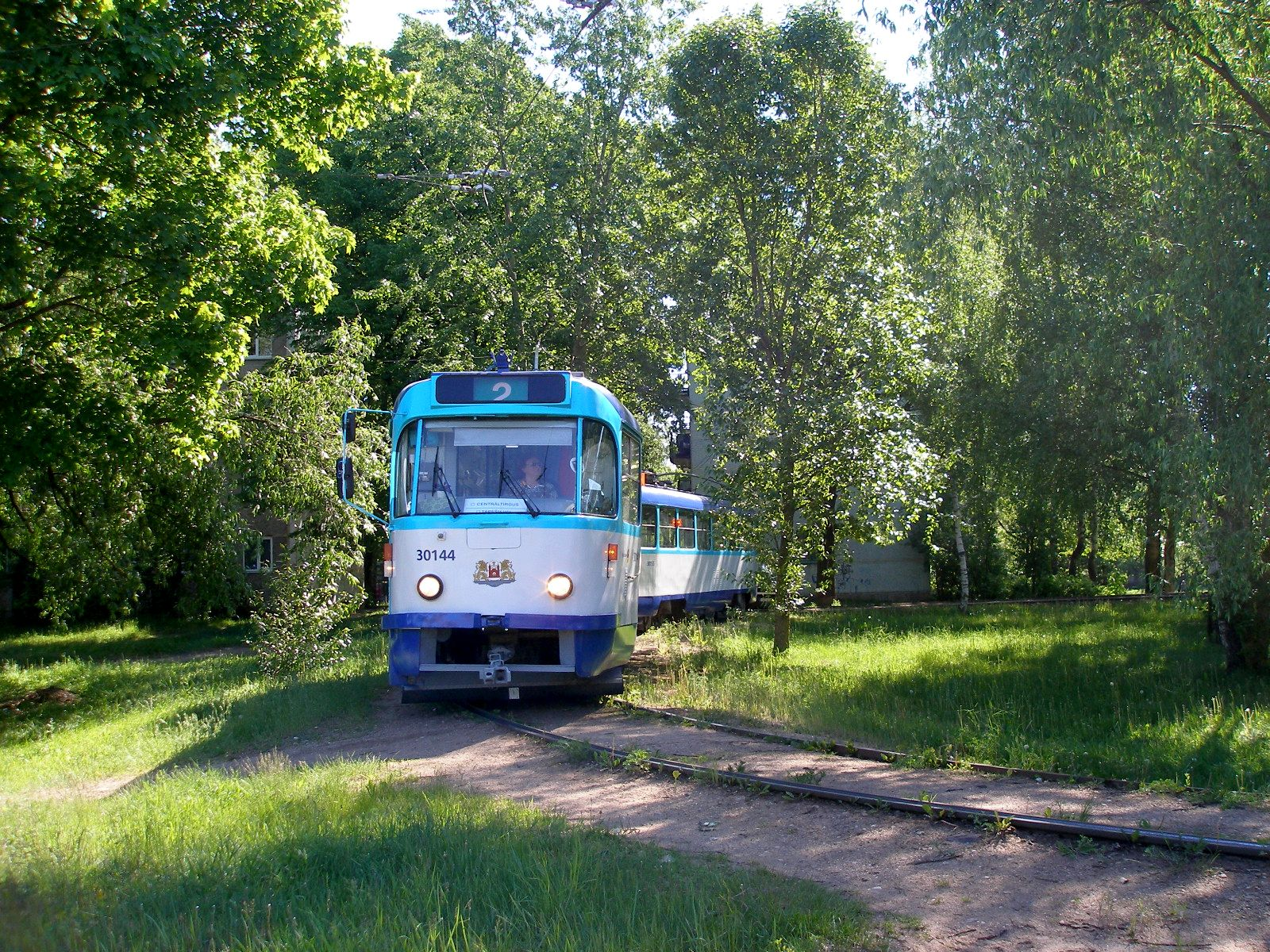
Конечная остановка трамвая

## Прилегающие улицы
Улица Тапешу пересекается со следующими улицами:
- улица Калнциема (развязка в двух уровнях)
- улица Валентина
- улица Маза Кулдигас
- улица Кулдигас
- улица Дарба
- улица Грегора
- улица Элвирас
- улица Рододендру
- улица Кандавас
- Веца Юрмалас гатве
- Юрмалас гатве (развязка в двух уровнях)
- улица Слокас